# Мајкл Мур
Мајкл Френсис Мур (енгл. Michael Francis Moore; рођен 23. априла 1954. године) је амерички политички активиста, режисер, социјални коментатор, писац и хумориста. Познат је по свом отвореном, критичком погледу на глобализацију, велике корпорације, насиље изазвано ватреним оружјем, рат у Ираку и америчког председника Џорџа Буша.

## Филмографија
- 1989. — Роџер и ја
- 1992. — Pets or Meat: The Return to Flint (ТВ)
- 1995. —
- 1997. —
- 1998. — And Justice for All (ТВ)
- 1999. — The Awful Truth
- 2002. — Жеђ за насиљем
- 2004. — Фаренхајт 9/11
- 2007. — Болесно (Sicko)
- 2007. — Капетан Мајк (Captain Mike Across America)
- 2008. — Slacker Uprising (едитована верзија Captain Mike Across America)
- 2009. — Капитализам: Љубавна прича (Capitalism: A Love Story)
- 2015. — Кога следећег напасти (Where to Invade Next)
- 2018. — Фаренхајт 11/9